# 2020년 하계 올림픽 우즈베키스탄 선수단
2020년 하계 올림픽 우즈베키스탄 선수단은 2021년 일본 도쿄에서 열린 2020년 하계 올림픽에 참가한 올림픽 우즈베키스탄 선수단이다.
우즈베키스탄은 2020년 도쿄 하계 올림픽에 출전했다. 원래 2020년 7월 24일부터 8월 9일까지 열릴 예정이었던 올림픽은 코로나19 범유행으로 인해 2021년 7월 23일부터 8월 8일로 연기되었다. 이는 소련 붕괴 이후 하계 올림픽에 우즈베키스탄이 7회 연속 출전한 사건이었다.
우즈베키스탄은 이번 대회에서 5개의 메달을 획득했는데, 이는 2016년의 13개에 비해 감소한 것이다. 하지만 우즈베키스탄은 3개의 금메달을 획득했는데, 이는 리우 대회보다 1개가 적은 것이다.

## 출전 선수
| 종목    | 남자 | 여자 | 전체 |
| ------- | ---- | ---- | ---- |
| 육상    | 2    | 5    | 7    |
| 복싱    | 8    | 3    | 11   |
| 카누    | 0    | 2    | 2    |
| 사이클  | 1    | 1    | 2    |
| 펜싱    | 1    | 2    | 3    |
| 체조    | 1    | 7    | 8    |
| 유도    | 7    | 3    | 10   |
| 근대5종 | 1    | 1    | 2    |
| 조정    | 2    | 0    | 2    |
| 사격    | 0    | 1    | 1    |
| 수영    | 1    | 1    | 2    |
| 태권도  | 2    | 2    | 4    |
| 테니스  | 1    | 0    | 1    |
| 역도    | 2    | 2    | 4    |
| 레슬링  | 8    | 0    | 8    |
| 전체    | 37   | 30   | 67   |

## 같이 보기
- 올림픽 우즈베키스탄 선수단